# Sulproston
Sulproston ist ein synthetischer Prostaglandin-E2-Abkömmling, der zu einer Kontraktion der glatten Gebärmuttermuskulatur führt, aber die Cervix uteri erweitert. Es wird als Arzneistoff eingesetzt zur Vorbereitung einer instrumentellen Ausräumung der Gebärmutter (Schwangerschaftsabbruch, Behandlung eines verhaltenen Aborts) oder zur Behandlung einer atonischen Uterusblutung, wenn die Gabe von Oxytocin und die chirurgischen Maßnahmen nicht ausreichen, um die Blutung zu stoppen.
Sulproston führt relativ häufig zu Übelkeit und Erbrechen, in seltenen Fällen können auch schwerwiegende Komplikationen, wie ein Lungenödem oder Herzrhythmusstörungen bis hin zum Herzstillstand auftreten. Spasmen der Herzkranzgefäße mit nachfolgendem Herzinfarkt sind ebenfalls möglich, wenn auch selten.
Sulproston wird möglichst kontinuierlich intravenös verabreicht. Die Gabe sollte die Dosierung von 500 μg / h nicht überschreiten. Die Tageshöchstmenge liegt bei insgesamt 1500 μg / 24 h.
Bei postpartalen atonischen Uterusblutungen appliziert man initial 100 μg / h, bis maximal 500 μg / h. Nach Beginn der therapeutischen Wirkung reduziert man die intravenös zugeführte Menge auf die Erhaltungsdosis von 100 μg / h, unter Berücksichtigung der Tageshöchstmenge.
Das Medikament sollt nicht bei Patientinnen über 35 Jahren oder mit bestehender Koronarsklerose angewandt werden. Es darf nicht mit Oxytocin gleichzeitig gegeben werden.

## Pharmakokinetik des Prostaglandin-E2-Derivats Sulproston
Pharmakokinetisch muss man die Verteilungsphase (Verteilung) des Medikaments im Organismus von der, des Verstoffwechselns (Metabolismus) und der Elimination (Exkretion und Sekretion) unterscheiden.
- Verteilung: Die Bindung von Sulproston an die Plasmaproteine beträgt 20–30 %.

Nach intravenöser Gabe beträgt das scheinbare Verteilungsvolumen (Vss) ca. 1100 l.
Ein maximaler Plasmaspiegel von 0,3 nmol / l (= 140 ng / l) wird am Ende einer zehnstündigen Infusion bei einer Infusionsgeschwindigkeit von 100 µg / h erreicht. Danach nimmt die Wirkstoffkonzentration rasch ab und liegt zwei Stunden später unter der Nachweisgrenze.
- Metabolismus

Sulproston wird sehr stark im Lebergewebe metabolisiert, also umgewandelt. Einer der Nebenmetaboliten, die freie Säure von Sulproston, bindet an den Prostaglandinrezeptor. Zur Beteiligung von Cytochrom P450-abhängigen Enzymen am Metabolismus von Sulproston gibt es keine ausreichenden Untersuchungen.
- Elimination

Sulproston wird ausschließlich in Form von Metaboliten ausgeschieden. Etwa 85 % der Dosis werden über die Niere, der Rest mit der Gallenflüssigkeit ausgeschieden. Über 75 % der verabreichten Substanz werden innerhalb von 6 Stunden ausgeschieden (initiale Halbwertszeit kleiner 2 Stunden). Die terminale Halbwertszeit beträgt etwa 20 Stunden.

## Fertigarzneimittel
Nalador (D, CH, A, I)
1 Ampulle enthält 0,5 mg (500 μg) Sulproston.